# Teorie giuridiche dell'interesse
Le teorie giuridiche dell'interesse rappresentano un movimento filosofico-giuridico d'ispirazione utilitaristica sorto nel XIX secolo che pone a fondamento del fenomeno giuridico l'interesse umano. Le teorie giuridiche dell'interesse s'inscrivono nel novero delle teorie filosofico-giuridiche che considerano il fenomeno giuridico come valore reale ed oggettivo.

## La giurisprudenza degli scopi di Jhering e la giurisprudenza degli interessi di Heck
La giurisprudenza degli interessi è un pensiero filosofico creato da Rudolf von Jhering (1818-1892).
Egli sostenne che la scienza del diritto deve ricercare gli interessi (scopi) che costituiscono il principio fondatore del diritto.
Un importante esponente della giurisprudenza degli interessi fu Philipp Heck (1858-1943) 
Egli sostiene che la scienza del diritto deve occuparsi delle norme di diritto ma anche degli interessi che queste norme cercano di tutelare. Inoltre egli crede che in tutti gli ordinamenti giuridici siano presenti delle lacune che solo l'attività di individuazione degli interessi dei giudici può colmare.
Per la giurisprudenza degli interessi ogni caso giuridico deve essere valutato nella sua estrema peculiarità e pertanto la decisione da assumere per una eventuale controversia deve basarsi sulla ponderazione dei diversi interessi tra le parti.
Insiste sul necessario asservimento dei giudici alla legge in quanto tale teoria è basata su un costruttivismo legalistico e non deduttivistico - concettuale come tipico della pandettistica della scuola storica del diritto diffusa in Germania.